# Бор-Ундер
Бор-Ундер (ранее по-русски именовался Бор-Ундур, монг. Бор-Өндөр, "бурый высокий") — город со статусом сомона на юго-западе аймака Хэнтий на юге территории сомона Дархан.

## Этимология
Название местности, по которой было дано имя городу, восходит к самой высокой горе этого района Их-Бор-Ундер-Обо (монг. Их Бор-Өндөр овоо, "большой бурый высокий обо") высотой около 1450 м над уровнем моря и расположенной в 2,5 км в северо-западу от советского посёлка.

## История
Месторождения флюорита были разведаны советскими геологами в 1950-х годах, в 1973 году было создано Советско-Монгольское совместное предприятие МонголСовЦветМет (ныне Монголросцветмет), в результате массированной помощи СССР были сооружены шахта, карьеры по добыче флюорита и обогатительное предприятие. Была построена железнодорожная ветка, соединяющая город с Трансмонгольской магистралью, по которой вся продукция экспортировалась в СССР. Был построен город, имеющий традиционную для советского времени панельную застройку. Статус города посёлку присвоен постановлением Великого Народного Хурала (парламента) Монгольской Народной Республики 20 октября 1981 г. В начале 1990-х годов градообразующее предприятие и сам город пережили период глубокого кризиса. В настоящее время предприятие функционирует нормально.

## География
Город расположен на границе полупустынной и сухостепной природных зон.
Город состоит из нескольких частей — оставшегося с советских времен посёлка с традиционной для советского времени преимущественно пятиэтажной кирпичной и панельной застройкой, а также расположенных к западу и северо-западу от собственно города юрточных кварталов (состоящих из дворов монг. хашаа с дощатыми оградами высотой 2 м и расположенными внутри них юртами и небольшими жилыми домиками). Интересно, что жилые дома возводились в интересах совместного предприятия МонголСовЦветМет, строительными подразделениями другого совместного предприятия МедьМолибденСтрой. На расстоянии 1 км к северо-востоку от советского посёлка расположена промышленная площадка, на которой находится горно-обогатительная фабрика и шахта. В 400 м к юго-западу от советского посёлка находится железнодорожный вокзал, от которого на юг идет ветка к станции Айраг (ранее Хар Айраг) на Трансмонгольской железной дороге, а на север пути идут к промплощадке.
Бо́льшая часть административно относящейся к городу территории (95 км²) относится к категории земель разработок полезных ископаемых, территория собственно городской застройки составляет 30 км².

## Административное устройство
В 2012 году был официально оформлен сомон Бор-Ундер (до этого город считался багом №5 сомона Дархан), в составе которого были образованы шесть "багов" (монг. баг, микрорайон, квартал), которые (как это принято в Монголии) имеют как номера, так и собственные наименования (в скобках указано население на 2017 год):
- Баг №1 монг. Бор-Өндөр (2147 жит.)
- Баг №2 монг. Холбоо (1921 жит.)
- Баг №3 монг. Бумбат (1935 жит.)
- Баг №4 монг. Уурхайчин (2311 жит.)
- Баг №5 монг. Хүйх (354 жит.)
- Баг №6 монг. Өлгий (268 жит.).

Баги №5 и №6 имеют сельский характер, их население статистически учитывается как сельское.

## Население
Население города сократилось после ухода советских специалистов в начале 1990-х годов и падения объёмов добычи и обогащения сырья, в 1994 году составляло лишь 2695 человек, но затем, по мере восстановления производства, произошёл рост населения. По переписи населения в ноябре 2010 года население города достигло 9298 человек. В последующие годы сложилась тенденция некоторого снижения численности населения города. Это второй по величине город аймака Хентий (после административного центра аймака города Ундерхаан населением 15 тысяч человек).
| год  | численность населения на конец года (чел.) |
| ---- | ------------------------------------------ |
| 1994 | 2695                                       |
| 2001 | 6406                                       |
| 2002 | 6982                                       |
| 2003 | 7001                                       |
| 2004 | 6893                                       |
| 2006 | 8510                                       |
| 2007 | 8932                                       |
| 2008 | 8902                                       |
| 2009 | 9311                                       |
| 2010 | 9298                                       |
| 2011 | 9227                                       |
| 2012 | 9006                                       |
| 2013 | 8786                                       |
| 2014 | 8775                                       |
| 2015 | 8576                                       |
| 2016 | 8745                                       |
| 2017 | 8936                                       |

## Образование
В городе 2 средних школы, в которых в 2014 году было 1740 учащихся. В систему дошкольного образования входят 3 детских сада, которые в 2014 году посещали 825 детей. Все были построены советскими специалистами.

## Экономика

### Промышленность
Основу экономики города составляет добыча и обогащение рудных флюоритов. На единственное в стране обогатительное предприятие помимо флюорита, добываемого в окрестностях города, доставляется сырье из месторождения в районе населенного пункта Урген (Өргөн) в аймаке Дорноговь. Предприятие принадлежит совместному предприятию Монголросцветмет (ранее МонголСовЦветМет), которое принадлежит правительствам России (49 %) и Монголии (51 %). Весь получаемый на предприятии концентрат экспортируется по железной дороге в Россию и другие страны. В 2009 году с использованием российского оборудования и технологий была произведена модернизация горно-обогатительного предприятия, что повысило его производительность до 140 тыс. т концентрата в год
Город получает электроэнергию по высоковольтной линии 110 КВ от города Чойр. Реконструкция горнообогатительного предприятия позволила снизить удельные затраты электроэнергии на 25 % и нарастить производство в условиях ограниченности энергетических ресурсов.

### Сельское хозяйство

#### Животноводство
В 2007 году поголовье скота, находящегося в собственности горожан, составляло 39218 голов, однако в окрестностях города было ёмкость пастбищ недостаточна для такого количества скота. В последующие годы продолжился рост поголовья, так в 2012 году оно составило 51 тыс. голов, в 2013 году уже 62,1 тыс. голов, а в 2014 году — 74,5 тыс. голов.
В 2016 году поголовье скота (всего 77614 голов) на территории сомона составляло (голов):
- верблюды — 112
- лошади — 3346
- коровы — 2849
- овцы — 36206
- козы — 35101

#### Земледелие
В 2016 году на территории сомона было произведено следующее количество сельскохозяйственной продукции (в скобках приведена площадь посевов в гектарах):
- картофель — 52 т (4,7 га)
- капуста — 10 т (0,8 га)
- морковь — 8,5 т (1 га)
- репа — 6,9 т (0,8 га)
- репчатый лук — 4,5 т (0,8 га)
- другие овощные культуры — 11,5 т (2,7 га)